# Brukenthalsche Gemäldesammlung

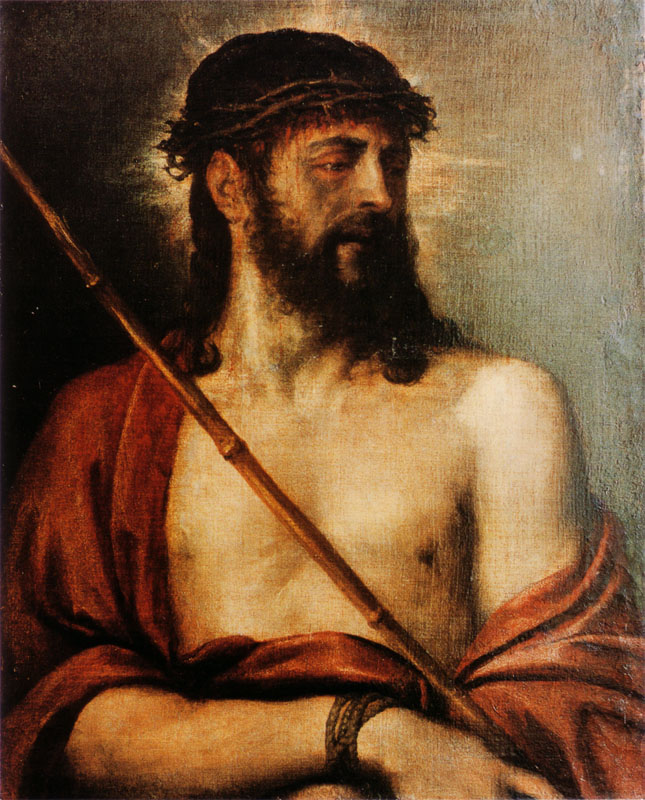
Ecce Homo von Tizian

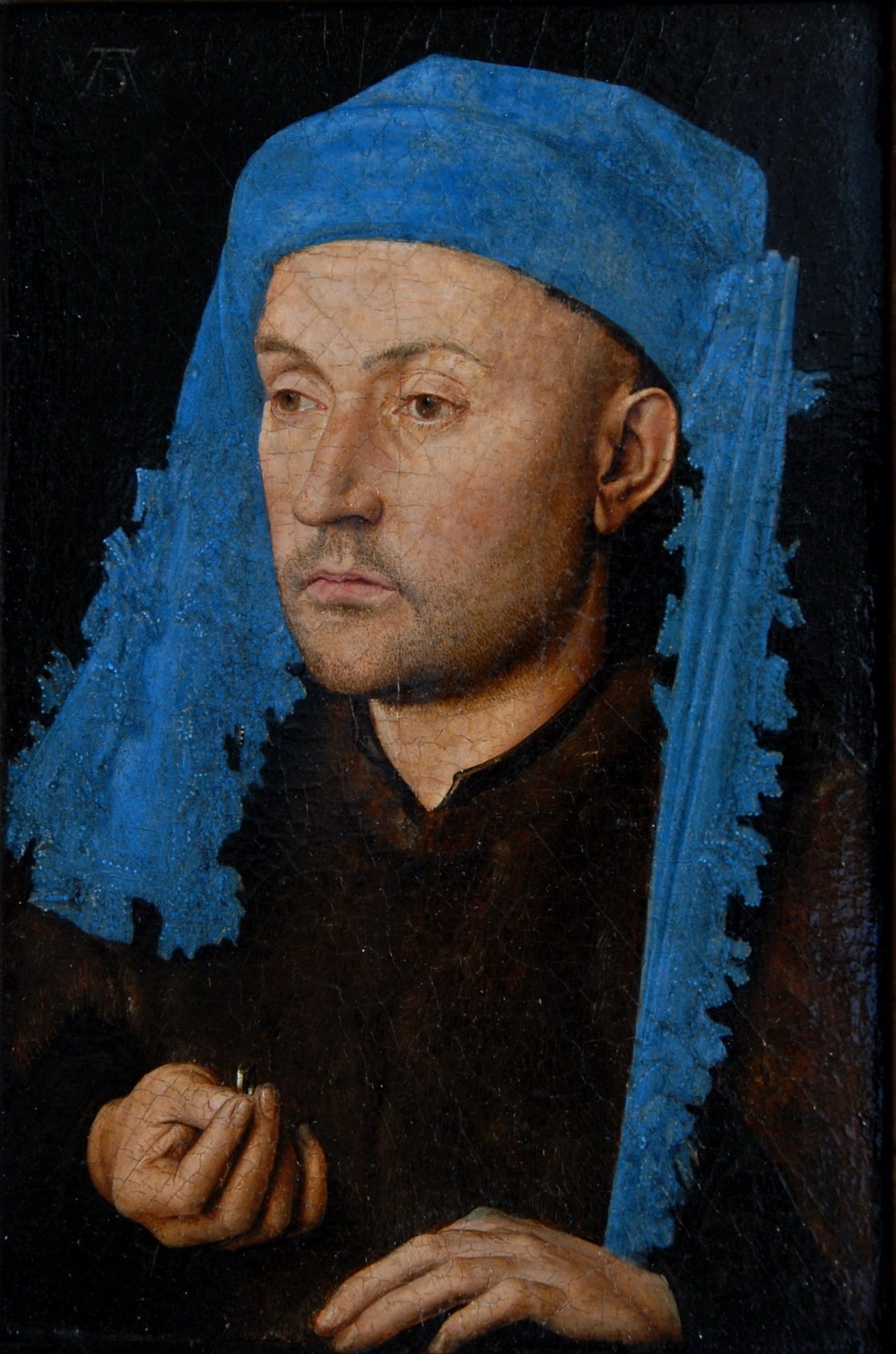
Jan van Eyck, Mann mit der blauen Sendelbinde

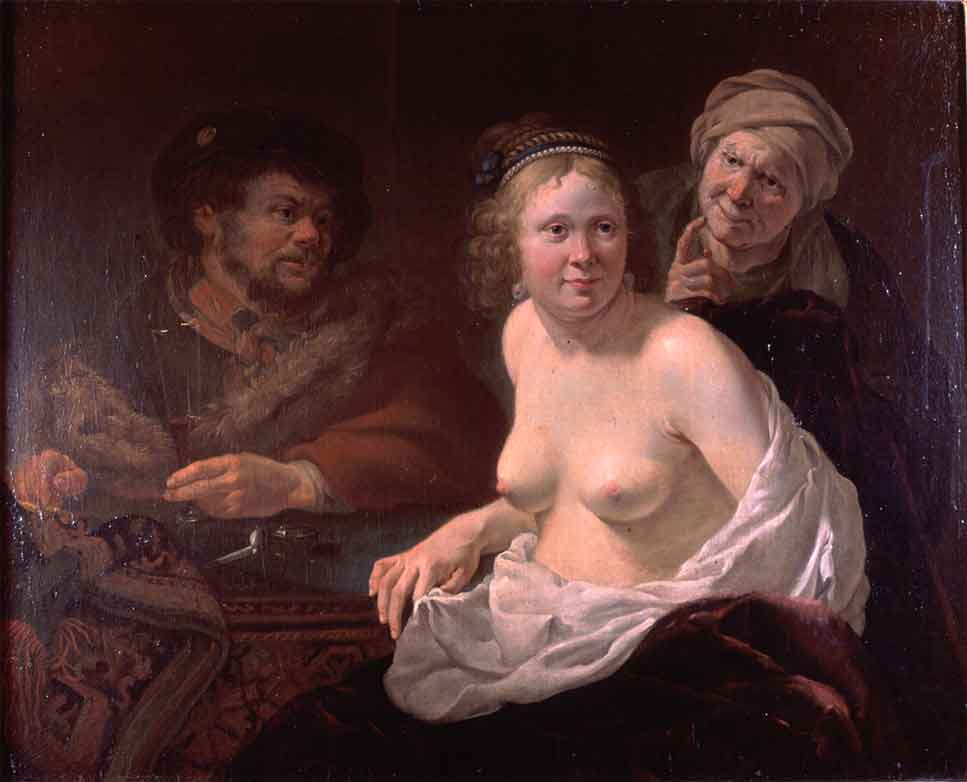
Jan G. van Bronckhorst, Die Kupplerin

Die Brukenthalsche Gemäldesammlung befindet sich im Brukenthal-Palais in Sibiu/Hermannstadt in Siebenbürgen, Rumänien. Sie ist Teil des Brukenthal-Museums, das auf Samuel von Brukenthal zurückgeht, der seinen gesamten Nachlass (Bildersammlung, Kunstgegenstände, Immobilien, Latifundien) der sächsischen Nation vermacht hatte. Die Pinakothek (Gemäldesammlung) bildet zusammen mit dem Kupferstichkabinett, der Brukenthal-Bibliothek und der umfangreichen Münz- und Mineraliensammlung die Sammlung Brukenthal.

## Geschichte
Während seiner Aufenthalte in Wien am Hofe Maria Theresias, hauptsächlich im Zeitraum 1759–1774, begann der spätere „Gubernator von Siebenbürgen“, Samuel von Brukenthal (eigentlich: Bruckenthal), Gemälde, darunter auch damals zeitgenössische Kunst zu sammeln. Die ersten Vermerke über Anschaffungen der noch neuen Pinakothek stammen aus dem Jahre 1770. Bereits in Wien hatte seine Sammlung einen hervorragenden Ruf. Im Palais Brukenthal, das er in Hermannstadt erbauen ließ, wurde die Galerie vermutlich in den Jahren 1787–1789 eingerichtet, nachdem Brukenthal, seit 1774 hier amtierend, von Joseph II. vom Amt des Gouverneurs abberufen worden war.
Als Brukenthal 1803 verstarb, vererbte er die Sammlung der Nationsuniversität. Nach der Auflösung dieses Selbstverwaltungsorgans der Siebenbürger Sachsen infolge des Österreichisch-Ungarischen Ausgleichs ging im Jahr 1867 die Verantwortung für die Sammlung auf die Evangelische Kirche A.B. über, die die Pinakothek bis zum Ende des Zweiten Weltkrieges verwaltete. Danach wurde die Sammlung samt Palais vom neuen Staat unter der Führung der Rumänischen Kommunistischen Partei konfisziert. Die wertvollsten Gemälde, darunter Werke von van Eyck und Cranach, wurden nach Bukarest verbracht. Dort blieben sie bis 2006. Durch ein Restitutionsurteil nach längerem Rechtsstreit erhielt dann die Evangelische Kirche A.B. in Rumänien sowohl die Bilder als auch das Brukenthalpalais mit der übrigen Sammlung Brukenthal zurück.

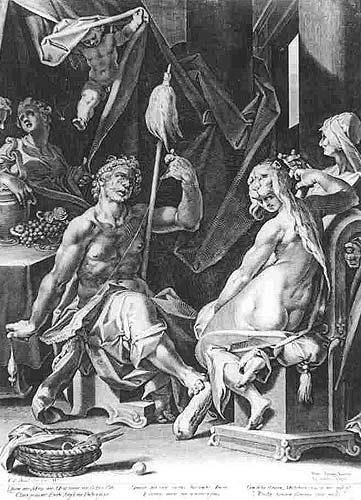
Jakob Matham, Herkules und Omphale

## Sammlung
Die Brukenthalsche Pinakothek enthält Werke namhafter Meister flämisch-niederländischer, italienischer, deutscher, österreichischer, französischer und spanischer Schule von der Renaissance bis zum Rokoko, darunter so bedeutende wie Jan van Eycks "Mann mit der blauen Sendelbinde".
Darüber hinaus sind Gemälde von Hans von Aachen, Jan Gerritsz van Bronckhorst, Jan Brueghel dem Älteren, Jan Brueghel dem Jüngeren, Lucas Cranach, Anthonis van Dyck, Jan van Essen, Jan Fyt, Jan Griffier, Frans Hals, Jakob Jordaens, Johann Kupetzky, Alessandro Magnasco, Hans Memling, Antonello da Messina, Martin van Meytens, Willem van Mieris, Philips de Koninck, Frans Snyders, David Teniers der Jüngere, Tizian, Paul Troger, Hans Schwab von Wertingen (in Deutschland als Hans Wertinger, genannt Schwabenmaler, geläufig) und Philips Wouwerman ausgestellt.